# 勒羅伊鎮區 (密蘇里州巴頓縣)
勒羅伊鎮區（英語：Leroy Township）是位於美國密蘇里州巴頓縣的一個行政鎮區。

## 地方資料
勒羅伊鎮區的面積為104.74平方千米，當中陸地面積為103.95平方千米，而水域面積為0.79平方千米。根據2020年美國人口普查的數據，當地共有人口245人，而人口密度為每平方千米2.34人。